# Сибирский химический комбинат
АО «Сибирский химический комбинат» — предприятие в Северске, объединяющее четыре завода атомной промышленности.
Одно из основных направлений работы предприятия — обеспечение потребностей атомных электростанций в уране для ядерного топлива. С 2010 года входит в состав топливной компании «ТВЭЛ» госкорпорации «Росатом». Комбинат был создан в Томской области (сейчас ЗАТО Северск, к северо-западу от Томска) в начале 1950-х как единый комплекс ядерного технологического цикла для создания компонентов ядерного оружия на основе делящихся материалов (высокообогащённого урана и плутония), а также с целью наработки этих материалов.

## Основные подразделения
Основу комбината составляют четыре завода:
- Завод разделения изотопов (ЗРИ) — получение обогащённого урана для атомной энергетики. Осуществляет разделение изотопов урана с низкой степенью обогащения по 235U. Функционирует с 1953 года. До 1973 года осуществлялось газодиффузионное разделение, а позднее — центрифужное. Производится также ряд стабильных изотопов ксенона, олова, селена и т. д.[3]
- Сублиматный завод (СЗ) — переработка ураносодержащих продуктов, в том числе высокообогащённого урана. Получение закиси-окиси урана для твэлов и сырьевого гексафторида урана для изотопного обогащения. Запущен в 1954—1955 годах.
- Радиохимический завод (РХЗ) — переработка облучённых урановых блоков с целью извлечения урана и плутония, а также других радионуклидов. Первая очередь с 1961 год, вторая — с 1962 года. В настоящий момент основная деятельность РХЗ — это получение чистых соединений природного урана (аффинаж).
- Химико-металлургический завод (ХМЗ) — Плавка и обработка плутония с производством компонентов для ядерного оружия. Утилизация специзделий. Производство магнитных сплавов и магнитов из них. Производство ультрадисперсных порошков.

Исторически одним из заводов комбината являлась Сибирская АЭС (Реакторный завод, РЗ) — на ней работали промышленные уран-графитовые реакторы, предназначенные для наработки оружейного плутония: И-1 (работал в 1955—1990), ЭИ-2 (1958—1991), АДЭ-3 (1961—1992), АДЭ-4 (1964—2008), АДЭ-5 (1965—2008). Реакторы АДЭ-4 и АДЭ-5 имели двойное назначение, были предназначены также для выработки электрической и тепловой энергии.
Дочерние предприятия АО «СХК»:
- ООО «Сибирский механический завод» (СибМЗ) — ориентирован на выпуск нестандартного оборудования, оснастки, инструмента и запасных частей для подразделений комбината и сторонних организаций, а также проведения монтажных и ремонтно-строительных работ по капитальному ремонту и капитальному строительству зданий и сооружений. Как самому крупному механическому подразделению топливной компании «ТВЭЛ», СибМЗ были переданы подразделения ПО ЭХЗ (Зеленогорск, Красноярский край) и АЭХК (Ангарск, Иркутская область).
- Северская ТЭЦ — производство тепловой и электрической энергии. С 1 августа 2014 года — теплоэлектроцентраль переведена в состав ОАО «Объединённая теплоэнергетическая компания»[4]
- ООО «СибРегионПромсервис» — предоставление услуг по монтажу, ремонту и техническому обслуживанию оборудования.
- ООО «Энергосервисная компания» — передача и распределение электроэнергии, деятельность по обеспечению работоспособности электрических сетей.
- ООО «Управление автомобильного транспорта» — пассажирские и грузовые перевозки, авторемонт, спецтранспорт.
- ООО «Комбинат питания».
- Санаторий «Синий Утёс».

Кроме основной деятельности, СХК изготовляет опытные и коммерческие партии различных материалов: ионогенных солей лития, ультрадисперсных порошков оксидов металлов, стабильных изотопов и др.

## Захоронение радиоактивных отходов
- Одним из первых СХК разработал технологию глубинного захоронения жидких радиоактивных отходов (ЖРО) в геологических формациях на глубине 280—460 м. Технология применяется до сих пор. В подземных пластах-коллекторах комбинатом захоронено 0,4 ГКи ЖРО[3].
- 50 хранилищ жидких и твёрдых радиоактивных отходов, в том числе 3 бассейна открытого типа, 2 пульпохранилища и три водохранилища, содержащие отходы прошлых лет активной деятельности комбината. Бассейны Б-1 и Б-2 для хранения среднеактивных отходов расположены на площадке РХЗ, в настоящее время выводятся из эксплуатации; бассейн Б-2 полностью законсервирован[3]. В открытых хранилищах содержится 125 МКи радиоактивных отходов[3].
- В последние годы из Франции прибыло около 9 тонн контейнеров с гексафторидом урана, который хранится на территории СХК[5]. Прибывшее сырьё планируется регенерировать и использовать уже в российской атомной промышленности в качестве топлива[6].

## История
Решение о строительстве для нужд Первого главного управления при СМ СССР было принято Совмином в 1949 году. Непосредственное строительство началось в 1951 году. За строительство отвечала вторая секция инженерно-технического совета Специального комитета, руководитель Г. В. Алексеенко, научно-инженерные разработки курировал сотрудник лаборатории № 2 Л. А. Арцимович.
8 июня 2021 года началось строительство энергоблока с реактором на быстрых нейтронах БРЕСТ-ОД-300

### Аварии и инциденты
За время деятельности СХК произошло 36 радиационных инцидентов. 5 из них квалифицируются как серьёзные (имеют 3-й уровень по Международной шкале ядерных событий). В 5 случаях возникала самоподдерживающаяся цепная реакция, погибло 4 человека, 6 человек получили повышенные дозы облучения.
- 18 марта 1961 года в результате автокаталитической реакции между органической жидкостью и концентрированной азотной кислотой произошёл взрыв испарителя, предназначенного для упаривания водных растворов после экстракции. Два смертельных случая;
- 30 января 1963 года — самоподдерживающаяся цепная реакция в течение 10 часов. Четыре человека из числа персонала были переоблучены;
- 13 декабря 1963 года — самоподдерживающаяся цепная реакция в течение 18 часов;
- в 1963 году на экспериментальном полигоне захоронения жидких радиоактивных отходов имело место интенсивное газовыделение из наблюдательной скважины, повлёкшее вынос радиоактивной газированной жидкости. При этом был загрязнён участок поверхности около 0,1 га. В большинстве скважин после закачки ЖРО наблюдалось значительное повышение температуры (максимально до 165 °С). Для снижения температуры в скважины закачивается кислый раствор. В середине 1970-х годов на площадке 18 были обнаружены взаимосвязь горизонтов III и IV (буферного) уровней и возникновение каналов фильтрации. Все нагнетательные скважины, пробурённые на этом участке, были законсервированы;
- 18 ноября 1967 года — взрыв в сорбционной колонне;
- 24 марта 1977 года — разрушение оборудования в реакторе производства реагентов;
- в июне 1977 года на РХЗ при переработке облучённых на реакторном заводе блоков в скомплектованную партию попали блоки с малой выдержкой, что привело к повышенному выбросу в атмосферу в течение двух недель 131I в объёме 22 Ки (превышение месячных предельно допустимых выбросов (ПДВ) — в 2,4 раза;
- 11 мая 1977 года на РХЗ в результате образования свища на напорном трубопроводе у нагнетательной скважины С-31 при закачке радиоактивного сбросного раствора в скважину произошёл разлив раствора в объёме 8—14 м³ на поверхностный грунт. Вылившийся раствор локализовался у бассейна Б-1. Загрязнение от него распространилось по западной стороне бассейна Б-1 в северном направлении. Протяжённость загрязнённой зоны составила 200—220 м, ширина 10—40 м. Гамма-фон в зоне загрязнения достигал 145 Р/час;
- на РХЗ было ещё 3 инцидента (1976, 1969, 1978). На заводе разделения изотопов было 2 инцидента (1961); на сублиматном заводе — 3 инцидента (два в 1963 году, один в 1978 году);
- с 1959 года по 1970 год на разных реакторах СХК произошло 24 значимых инцидента. Все они были связаны с тяжёлыми зависаниями сборок тепловыделяющих элементов в технологических каналах:
  - на реакторе И-1: 26.07.1959 (1); 20.03.1960 (6); 14.09.1962 (1); 21.11.1962 (1); 19.04.1963 (1); 26.04.1963 (1); 11.11.1963 (1); 24.05.1964 (8); 17.10.1964 (1);
  - на реакторе ЭИ-2: 05.02.1961 (1); 25.07.1961 (1); 05.11.1962 (1); 03.12.1962 (1); 01.06.1963 (1); 03.07.1964 (14); 20.07.1963 (1); 19.11.1964 (1); 16.01.1967 (1);
  - на реакторе АДЭ-3: 14.05.1962. (1); 18.11.1963 (1); 28.07.1964 (1); 29.05.1966 (1); 21.01.1970;
  - на реакторе АДЭ-4: 28.12.1966 (1);
- в 1991 году произошло аэрозольное загрязнение на складе готовой продукции;
- 6 апреля 1993 года — разрушение технологического оборудования, сопровождающееся взрывом газа, разрушением нескольких производственных зданий и выбросом аэрозолей в окружающую среду. Индекс по международной шкале ядерных событий INES — 4; 1946 человек подверглись радиоактивному облучению. Образовался узкий радиоактивный след длиной до 35 км в северо-восточном направлении от СХК, образованный в основном 106Ru, 103Ru, 95Nb, 95Zr[3].
- 5 декабря 1994 года на установке электронно-лучевого переплава опытного химико-металлургического завода СХК при заполнении аргоном рабочей камеры произошла разгерметизация в результате срыва камерных перчаток под воздействием аргона. В результате разгерметизации камеры произошло загрязнение помещения установки до уровня 20,7⋅10-11 Ки/л по альфа-аэрозолям;
- 12 февраля 1996 года на химико-металлургическом заводе альфа-датчиками стационарной системы дозиметрического контроля было зафиксировано загрязнение альфа-активными аэрозолями операторской зоны участка «Г» цеха № 11, что было квалифицировано как радиационный инцидент. Причиной инцидента был факт вскрытия оператором вне защитной камеры контейнера с находящимися в нём делящимися материалами. Выброс радиоактивных веществ в окружающую среду составил 48 Ки;
- на радиохимическом заводе СХК в 1997 году в течение двух недель имел место сверхнормативный выброс в атмосферу радиоактивного иода-131 с превышением предельно допустимого выброса в 2,4 раза;
- 18 января 1997 года произошла внеплановая остановка реактора АДЭ-5 в связи с ухудшением теплотехнических параметров одного из периферийных каналов, вызванным снижением расхода теплоносителя и зависанием топливного блочка в технологическом канале. В результате проведённого расследования установлено, что причиной нарушения явилось «распухание» топливного блочка;
- 14 июня 1999 года в центральном зале промышленного урано-графитового реактора АДЭ-4 реакторного завода СХК при проведении регламентных работ по загрузке блоков типа ДАВ-90 в технологический канал реактора в результате ошибки оператора был открыт загруженный блоками ДАВ-90 работающий канал, вследствие чего облучённые блоки ДАВ-90 из-за пропуска обратного клапана технологического канала вышли на плитный настил. При этом два человека получили дозу облучения, равную 1,5 и 3 годовых ПДД;
- 4 апреля 2000 года на ХМЗ СХК произошёл срыв камерных перчаток на боксе 0892 установки 08 цеха № 1 при выполнении персоналом работ по проверке режима работы новой муфельной печи. Ядерные материалы в боксе отсутствовали. По данным измерений на установке СИЧ, повышенного поступления радионуклидов в организм персонала не зафиксировано. Выброса радионуклидов в атмосферу выше установленных норм не произошло. Данное событие классифицировано в соответствии с ПНАЭ Г-14-037-96 как аномалия — нарушение категории 1.

## Перспективные проекты
- В 2011 году СХК приступил к выполнению работ по инвестиционному проекту создания нового конверсионного производства (НКП)
- С 2013 года на комбинате реализуются мероприятия ФЦП «Ядерные энерготехнологии нового поколения на период 2010—2015 годов и на перспективу до 2020 года» по разработке и сооружению опытно-демонстрационного энергокомплекса с реакторной установкой на быстрых нейтронах БРЕСТ-ОД-300 и производствами пристанционного ядерного топливного цикла.
- Производство новой неядерной продукции[10] (тетрафторборат лития, гексафторид вольфрама, терморасширенный фторграфит, диоксид титана, фторид натрия, стабильные изотопы).
- Производство стабильных изотопов лёгких масс: бор-10 (в интересах атомной промышленности, как поглотителя нейтронов) и углерод-13 (в медицинских целях, для дыхательных тестов).[11]

## Награды
- 7 марта 1962 года Указом Президиума Верховного Совета СССР комбинат награждён орденом Ленина «за успешное выполнение специального задания правительства по изготовлению специальной оборонной продукции».
- 18 января 1971 года Указом Президиума Верховного Совета СССР за успешное выполнение заданий пятилетнего плана по выпуску специальной продукции, внедрение новой техники и передовой технологии комбинат награждён орденом Октябрьской Революции
- 25 сентября 2024 года коллектив Сибирского химического комбината награждён орденом Александра Невского[12].

## Директора[13]
- 1950—1955 — Щёкин, Иван Антонович (1901—1993);
- 1955—1957 — Чурин, Александр Иванович (1907—1981);
- 1957—1960 — Родионов, Михаил Петрович (1904—1976);
- 1960—1965 — Леонтичук, Александр Семёнович (1908—1982);
- 1965—1990 — Зайцев, Степан Иванович (1918—2014);
- 1990—2000 — Хандорин, Геннадий Петрович (1932—2021[14]);
- 2000—2002 — Ларин, Валерий Константинович (род. 1947);
- 2002—2005 — Шидловский, Владимир Владиславович (род. 1952);
- 2005—2012 — Короткевич, Владимир Михайлович (род. 1949);
- 2012—2021 — Точилин, Сергей Борисович (1955—2021[15]);
- 2021— по н.в. — Котов, Сергей Алексеевич (род. 1962)

### Известные сотрудники
- Журлов, Павел Васильевич (род. 1934) — Герой Социалистического Труда. Проработал на предприятии 45 лет.